# 로버트 리처드슨 (촬영 감독)
로버트 리처드슨(영어: Robert Richardson), 1955년 8월 27일 ~ )은 미국의 촬영 감독이다. 매사추세츠주 하이애니스에서 태어났다. 로드아일랜드 디자인 학교를 졸업하였다. 세차례 아카데미 촬영상을 수상했다.

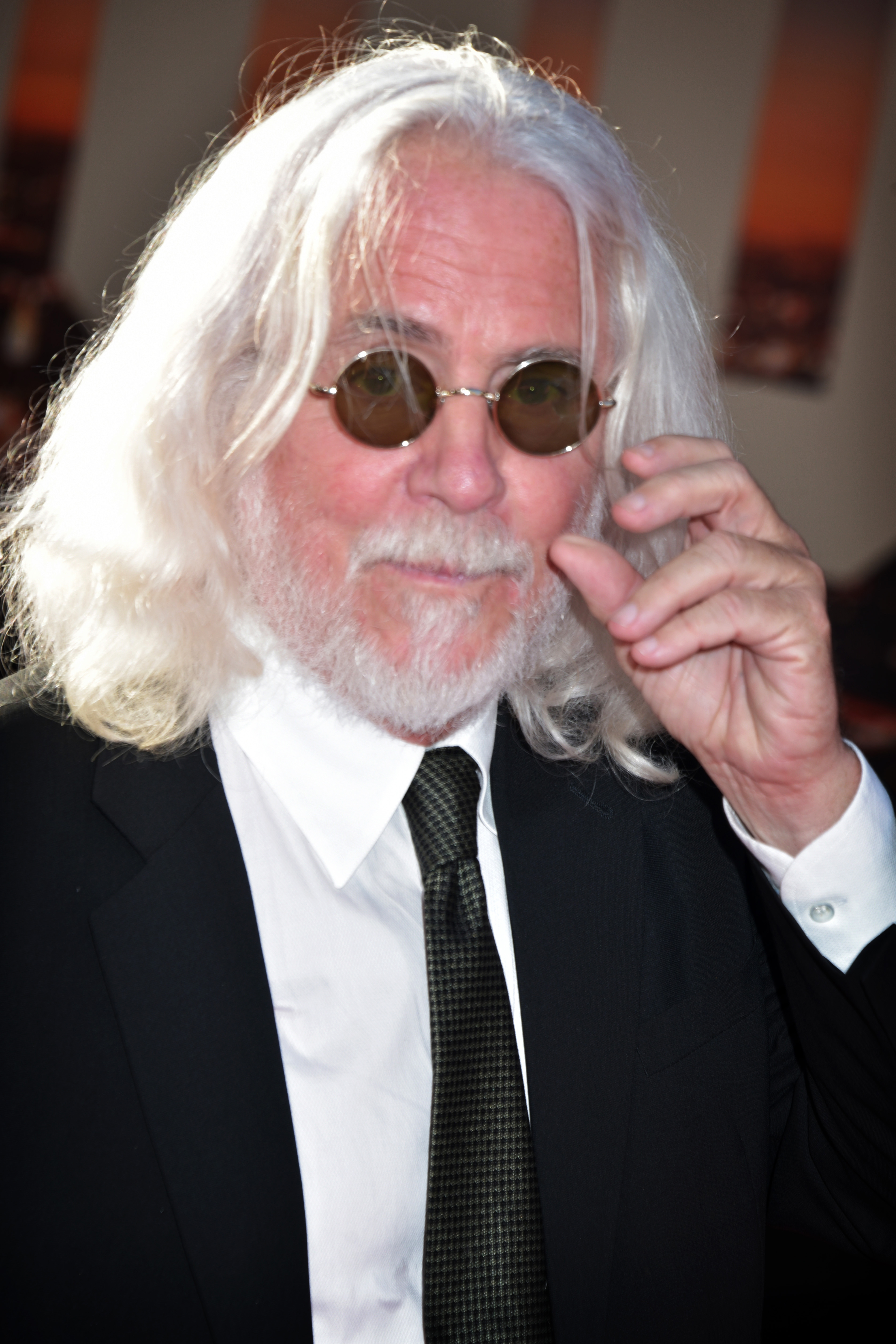
Robert Richardson in 2019

## 참여 작품

### 장편 영화
- 살바도르 (1986년 영화)
- 플래툰 (영화)
- 월 스트리트 (1987년 영화)
- 여덟명의 제명된 남자들
- 7월 4일생
- 도어즈 (영화)
- JFK (영화)
- 어 퓨 굿 맨
- 하늘과 땅
- 올리버 스톤의 킬러
- 닉슨 (영화)
- 카지노 (1995년 영화)
- 유 턴 (1997년 영화)
- 왝 더 독
- 호스 위스퍼러
- 삼나무에 내리는 눈
- 비상 근무
- 포 페더스 (2002년 영화)
- 킬 빌 1부
- 킬 빌 2부
- 에비에이터 (영화)
- 굿 셰퍼드
- 바스터즈: 거친 녀석들
- 셔터 아일랜드
- 먹고 기도하고 사랑하라
- 휴고 (영화)
- 장고: 분노의 추적자
- 월드워Z
- 헤이트풀8
- 리브 바이 나이트
- 달링 (2017년 영화)
- 어드리프트: 우리가 함께한 바다
- 프라이빗 워
- 원스 어폰 어 타임... 인 할리우드
- 베놈 2: 렛 데어 비 카니지
- 해방 (영화)
- 에어 (2023년 영화)
- 더 이퀄라이저 3

### 다큐멘터리 영화
- 샤인 어 라이트
- 조지 해리슨: 물질 세계에서의 삶